# Lithacodia pygarga
Lithacodia pygarga là một loài bướm đêm trong họ Noctuidae.